# Nae saeng-ae choe-ag-ui namja
Nae saeng-ae choe-ag-ui namja (내 생애 최악의 남자?), noto anche con i titoli internazionali The Worst Guy Ever e The Worst Man Of My Life, è un film del 2007 co-scritto e diretto da Son Hyun-hee.

## Trama
Oh Ju-yeon e Park Sung-tae si conoscono da molto tempo, e hanno sviluppato un rapporto di grande amicizia; dopo essere finiti a letto insieme, i due decidono di guardare in faccia la realtà e ammettere che in realtà si sono innamorati l'uno dell'altra. Subito dopo il matrimonio, entrambi iniziano a conoscere lati del coniuge che mai si sarebbero aspettati.

## Distribuzione
In Corea del Sud la pellicola è stata distribuita a livello nazionale dalla CJ Entertainment, a partire dal 30 agosto 2007.